# ميتشيكو مايدا
ميتشيكو مايدا (باليابانية: 前田通子) هي مغنية وممثلة يابانية، ولدت في 27 فبراير 1934 في اليابان.

## وصلات خارجية
- ميتشيكو مايدا على موقع IMDb (الإنجليزية)
- ميتشيكو مايدا على موقع أول موفي (الإنجليزية)
- ميتشيكو مايدا على موقع قاعدة بيانات الفيلم (الإنجليزية)